# Burnham Market
Burnham Market is een civil parish in het bestuurlijke gebied King's Lynn en West Norfolk, in het Engelse graafschap Norfolk met 877 inwoners.

## Foto's

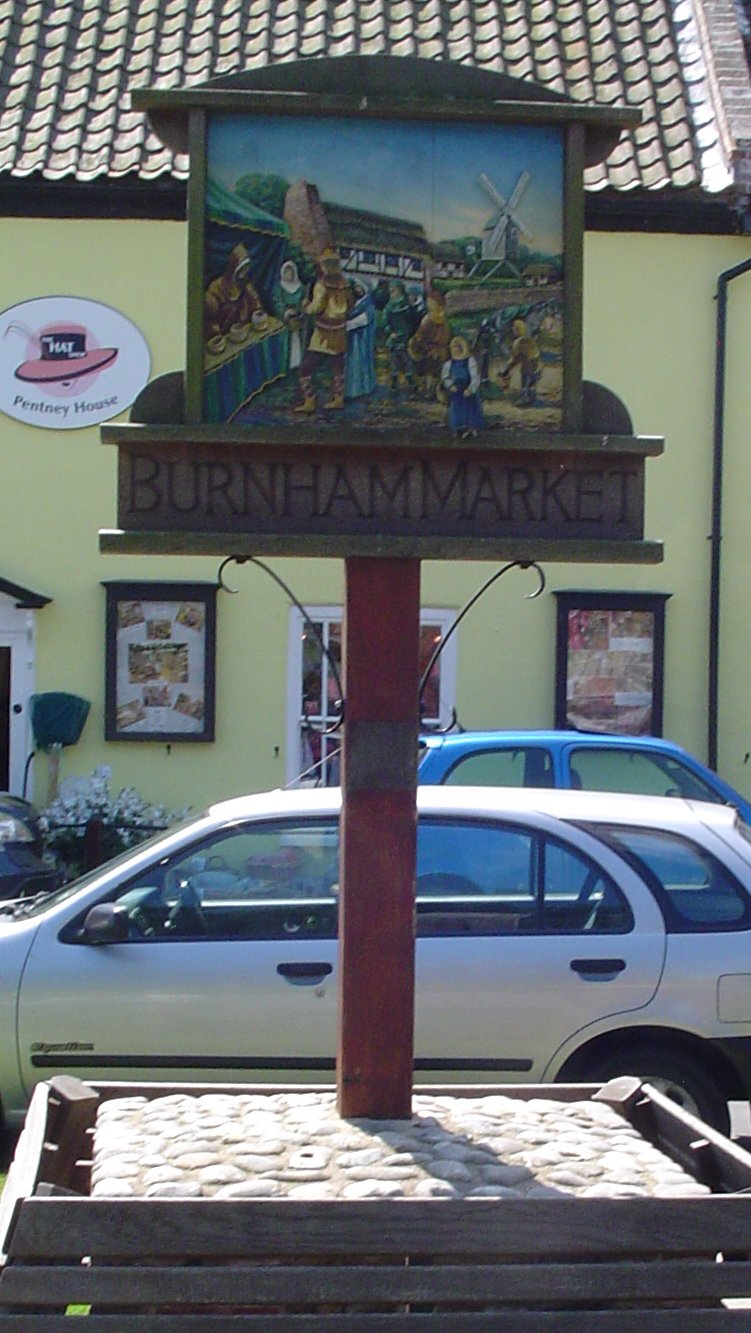
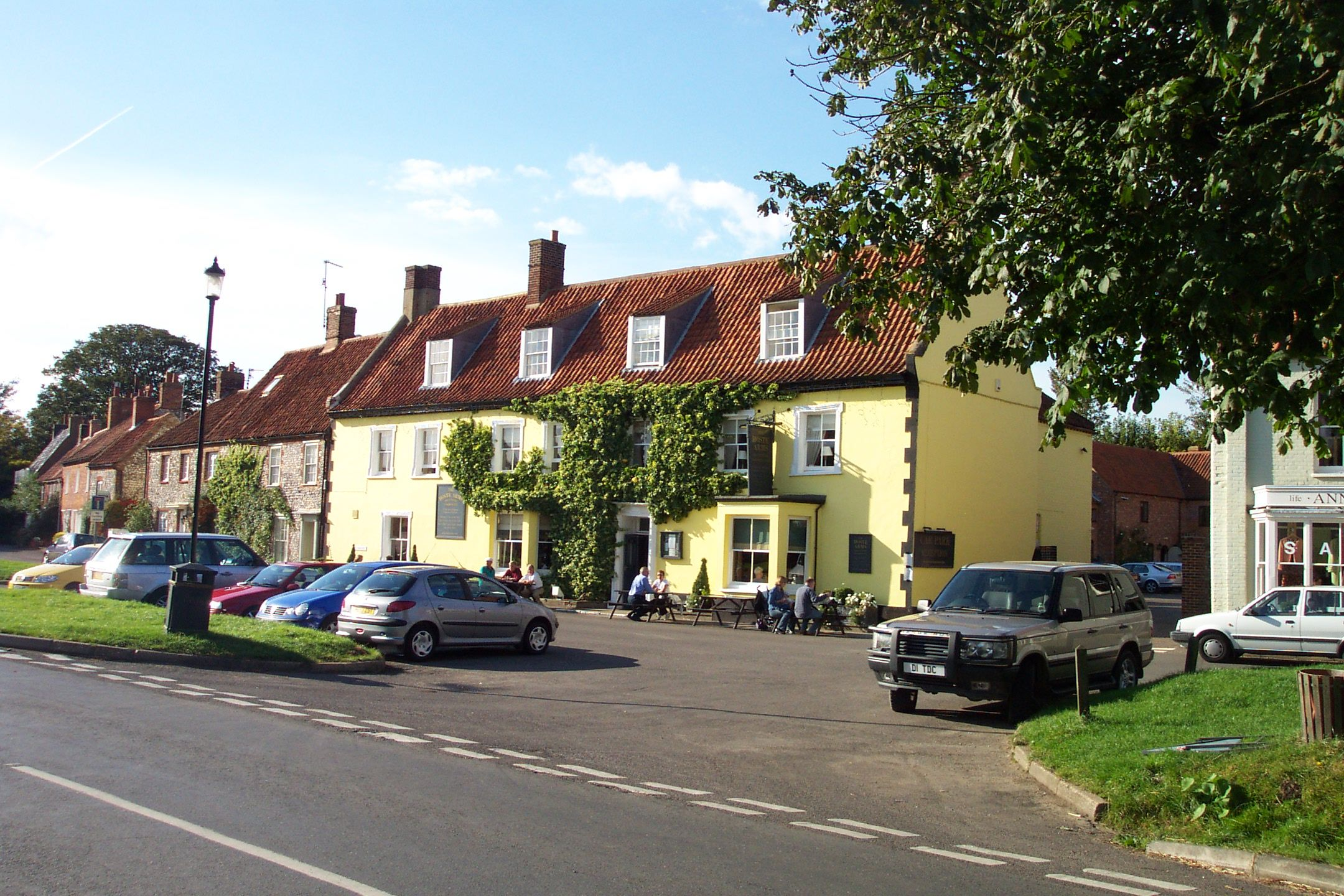